# Katarzyna Walter
Katarzyna Walter (ur. 23 lutego 1960 w Krakowie) – polska aktorka filmowa i teatralna.
W filmach występowała również pod nazwiskami: Katarzyna Zadrożny, Katarzyna Walter-Sakowitch i Ewa Zadrożna.

## Życiorys
W 1983 ukończyła wrocławską filię PWST w Krakowie. W latach 1983–1984 występowała w Teatrze Współczesnym we Wrocławiu. Następnie, do 1990 występowała w Teatrze Studio w Warszawie.
Na szklanym ekranie debiutowała rolą sekretarki majora Wołczyka w serialu 07 zgłoś się (1981). Zagrała główne role w filmach: Andrzeja Konica Na wolność (1985), Grzegorza Warchoła Lubię nietoperze (1985), Janusza Kondratiuka Jedenaste przykazanie (1987) i Jacka Lenczowskiego Armelle (1993).
We wrześniu 1994 zawiesiła karierę aktorską i przez niecałe 3 lata pracowała jako prezenterka TVP2 i producentka spotów telewizyjnych w agencji reklamowej. W 2003 powróciła do aktorstwa. Od 2007 gra Agnieszkę Olszewską w serialu TVN Na Wspólnej, który zapewnił jej największą telewizyjną popularność. W 2008 uczestniczyła w ósmej edycji programu rozrywkowego TVN Taniec z gwiazdami.

## Życie prywatne
Ma dwoje dzieci.

## Filmografia
- 2022: Komisarz Mama jako Antonina Białas, matka Marii
- 2022: Stulecie Winnych jako Waleria Walczak (odc. 46)
- 2018: Ojciec Mateusz jako Walczakowa, sąsiadka pani Romy (odc. 264)
- 2014: Komisarz Alex, jako Elwira Tarska (odc. 76)
- od 2007: Na Wspólnej, jako Agnieszka Olszewska
- 2006–2007: Hela w opałach odc. 3 i 23, jako Bożena
- 2006: Magda M. odc. 17-18, jako Barbara Janicka
- 2006: Będziesz moja, jako Dagmara
- 2005: Na dobre i na złe odc. 221, jako Natalia Hertman
- 2005: Kryminalni odc. 17, jako szefowa agencji reklamowej
- 2005: Anioł stróż odc. 3 i 5, jako Dominika
- 2004–2006: Pensjonat pod Różą, jako Alicja Ptak
- 2004: Poza zasięgiem, jako madame Konya
- 2004: Dziupla Cezara odc. 4, jako Maria Świętokrzyska
- 2003: Sąsiedzi odc. 25, jako Miranda Ochocka
- 2003: Lokatorzy odc. 150, jako Kora Winiarska
- 1997: W krainie Władcy Smoków odc. 11-15, jako Guin
- 1994: Śmierć w płytkiej wodzie, jako Martha
- 1993: Nowe przygody Arsena Lupin, jako Natasza
- 1992: Republika marzeń (Republik der traume), jako Dorota
- 1991: Niech żyje miłość, jako Natalia Brońska (w czołówce jako Katarzyna Walter-Sakowitch)
- 1990: Rozmowy o miłości, jako Ewa
- 1990: Kamienna tajemnica, jako Joanna
- 1990: Femina, jako prostytutka przed hotelem
- 1990: Domena władzy, jako żona Górskiego
- 1990: Armelle
- 1988: Błąd w rachunku, jako Dorota Milewicz
- 1987: Jedenaste przykazanie, jako Maria
- 1985: Sezon na bażanty
- 1985: Na wolność, jako Ula Malak
- 1985: Lubię nietoperze, jako Iza
- 1984: Idol, jako dziewczyna Sołtana (w czołówce jako Zadrożna)
- 1981: 07 zgłoś się odc. 10-11, jako sekretarka majora Wołczyka